# Per Henje
Per August Vilhelm Henje född 25 maj 1890 i Reftele, Småland, död 20 juni 1976, var en svensk lärare och målare. Han var självlärd och gjorde studieresor till flera platser i Europa. Han målade ofta stadsmotiv, kustlandskap och blommor.